# Pentheochaetes nessimiani
Pentheochaetes nessimiani es una especie de escarabajo longicornio del género Pentheochaetes, tribu Acanthocinini, subfamilia Lamiinae. Fue descrita científicamente por Monné M. L. y Monné M. A. en 2012.
El período de vuelo ocurre durante los meses de enero, octubre, noviembre y diciembre.

## Descripción
Mide 6,1-9,7 milímetros de longitud.

## Distribución
Se distribuye por Brasil y Paraguay.